# De Lirium's Order
De Lirium's Order es una banda finlandesa de death metal técnico formada en 1998. Combina blast beats, riffs pegadizos técnicos, líneas de thrash, melodías oscuras y sonidos de guitarra maníacos, que llevan a la banda a su género de death metal. En 2003, la banda firmó un contrato de grabación con la discográfica Woodcut Records y durante el año siguiente, el álbum debut "Victim No. 52", con Corpse en la voz, fue lanzado.
En 2004 la banda fichó a un nuevo vocalista, Tuoppi, que posteriormente en 2005 falleció por circunstancias aún desconocidas, dejando a la banda con dos conciertos en vivo. A principios de 2007, la banda firmó un contrato con Shadow World Records y su álbum "Diagnosis" fue lanzado el 8 de agosto alcanzando la posición número 30 en las listas finlandesas. Esta vez las voces fueron interpretadas por Mynni quien era líder de la banda finlandesa de death metal Sotajumala. De Lirium's Order renovó su línea en otoño de 2010. Las sesiones de grabación del hasta ahora último disco se programaron en febrero de 2011. Posteriormente en 2012 se sacó dicho álbum, Veniversum, tras firmar de nuevo con otra discográfica, DLO Productions.

## Discografía

### Álbumes
- 2004: Victim no. 52
- 2007: Diagnosis
- 2012: Veniversum

### Demos
- 2002: Termination in Surreal
- 2003: Morbid Brains

## Miembros
- Kari Olli - Vocalista (2011-)
- Juha Kupiainen - Guitarrista (1998-)
- Erkki Silvennoinen - Bajista (2010-)

### Miembros antiguos
- E.R. Insane: Batería (1998-2010)
- Dr. Lirium: Guitarrista (2000-2010)
- Corpse: Vocalista (2002-2004, 2005-2007)
- K.E. Pestilence: Bajista (2004-2010)
- Tuoppi: Vocalista (2004-2005)
- Mynni Luukkainen: Vocalista (2007)
- J.S. Psycho: Vocalista (2007-2010)
- Perttu Kurttila: Batería (2010-2011)
- Jukka Pihlajaniemi: Vocalista (2010-2011)
- Mika Sundvall: Guitarrista (2010-2012)
- Ukri Suvilehto. Batería (2011-2012)